# Мякишево (Вашкинский район)
Мякишево — деревня в Вашкинском районе Вологодской области.
Входит в состав Киснемского сельского поселения, с точки зрения административно-территориального деления — в Киснемский сельсовет.
Расстояние по автодороге до районного центра Липина Бора — 20 км, до центра муниципального образования села Троицкое — 6 км. Ближайшие населённые пункты — Васильево, Грикшино, Данькино, Маурино, Подгорская, Поздино, Сухарево, Чертеж.
По переписи 2002 года население — 1 человек.